# Drnač
Drnač  je priimek v Sloveniji, ki ga je po podatkih Statističnega urada Republike Slovenije na dan 1. januarja 2010 uporabljalo 15 oseb in je med vsemi priimki po pogostosti uporabe uvrščen na 15.151. mesto.

## Znani nosilci priimka
- Barbara Drnač (*1961), plesalka, koreografinja in televizijska voditeljica